# How to Have an Accident in the Home
How to Have an Accident in the Home è un film del 1956 diretto da Charles August Nichols. È un cortometraggio animato della serie Donald Duck, prodotto dalla Walt Disney Productions, uscito negli Stati Uniti il 8 luglio 1956 e distribuito dalla RKO Radio Pictures.

## Trama
Paperino a casa non usa le precauzioni di sicurezza e si ritrova spesso vittima di incidenti di vario tipo, i quali lui attribuisce alla sfortuna. Il tutto continua finché Paperino decide di mettere in sicurezza la casa. Infine Paperino va a lavorare in una fabbrica di dinamite.